# مایک دسبورو
مایک دسبورو (انگلیسی: Mike Desborough؛ زادهٔ ۲۸ نوامبر ۱۹۶۹) بازیکن فوتبال اهل بریتانیا است.
از باشگاه‌هایی که در آن بازی کرده‌است می‌توان به باشگاه فوتبال کانوی ایسلند، باشگاه فوتبال هورنچورج، باشگاه فوتبال کولچستر یونایتد، باشگاه فوتبال تاروک، باشگاه فوتبال چلمزفورد سیتی، باشگاه فوتبال اولی، باشگاه فوتبال براینتری تاون، باشگاه فوتبال داگنم و ردبریج، باشگاه فوتبال بورنهام رامبلرز، باشگاه فوتبال بیشاپس استورتفورد، و باشگاه فوتبال گرایس اتلتیک اشاره کرد.